# ミオカワセミフタオシジミ
ミオカワセミフタオシジミ （Rachana mioae） は、チョウ目（鱗翅目）アゲハチョウ上科シジミチョウ科に分類されるチョウの一種。フィリピン固有種。本属は当初、本種を基準種として1978年にEliotia属として記載されたが、のちに1909年に軟体動物のショウジョウウミウシ科の属名に使われていたのが判明して、無効名(junior homonym)となってしまった経緯がある。

## 分布
ミンダナオとレイテに分布する。

## 形態
オスの前翅長は16-19mm。メスの前翅長は19-20mm。ミンダナオ島やレイテ島には本種にそっくりな各種のカワセミフタオシジミ属が分布しているので、同定には細心の注意を要する。メスの翅表では区別できないが、オスの翅表の青色部の広がり方と色彩の微妙な変異や、オス、メスの裏面・後翅のチョコレート色の外中央帯の形などが良い区別点になる。

## 生態
中標高の樹林帯でたまに見かけることができる。
種名の語源：命名者の長女　林美緒に因む。